# Snæfellsnes-félsziget
A Snæfellsnes-félsziget Izland nyugati részén, a Borgarfjörður öböl nyugati részén található. A félszigetet „kis Izlandnak” is szokták nevezni, mivel számos jellegzetes izlandi turistalátványosság itt helyezkedik el, mint például a Snæfellsjökull vulkán. 1446 méteres tengerszint feletti magasságával és jég borította csúcsával a félsziget legmagasabb pontját alkotja a hegy. Tisztább napokon az innen 120 kilométerre lévő fővárosból, Reykjavíkból is látható a hegy. A hegy szerepel Jules Verne Utazás a Föld középpontja felé című regényében is. A Snæfellsjökull és környéke lesz Izland negyedik nemzeti parkja a kormány tervei szerint. 

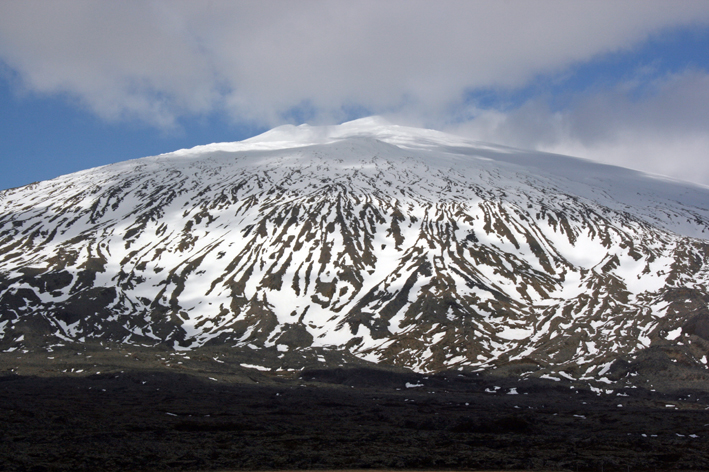
A Snæfellsjökull vulkán látképe

A félsziget és vidéke adják a Laxdœla saga helyszíneit. Ez a szülőhelye a Varangian őr, Bolli Bollassonnak. További történelmi személyek is megjelennek a sagában, mint például: Guðrún Ósvífursdóttir, Bolli Þorleiksson és Snorri a Goði. 
A Snæfellsnes északi partvidékén kisebb városok és halászfalvak találhatóak, mint például: Rif, Ólafsvík, Grundarfjörður, Stykkishólmur és Búðardalur.

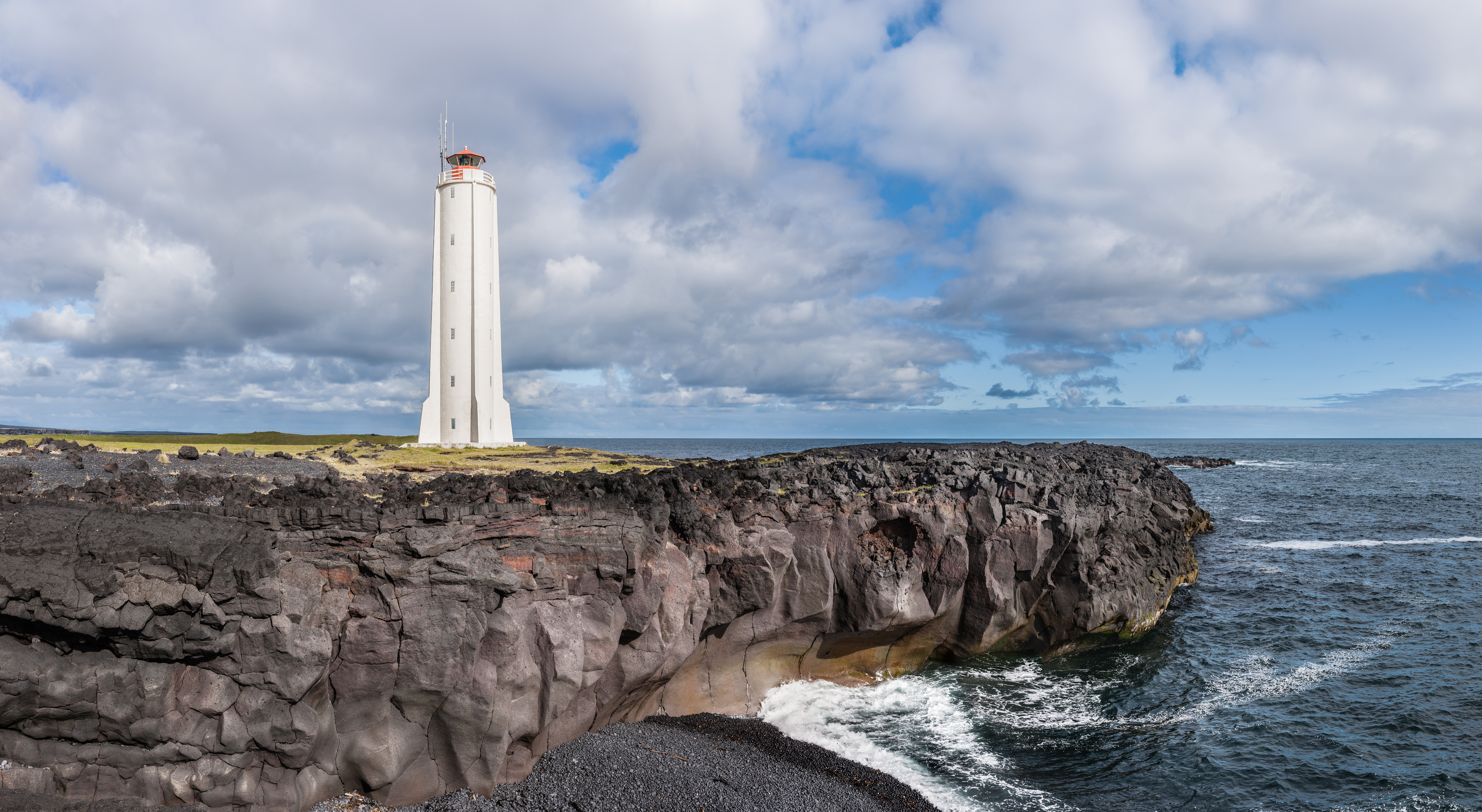
A Malarrif világítótorony a Snæfellsnes-félszigeten

## Fordítás
Ez a szócikk részben vagy egészben  a   Snæfellsnes című angol Wikipédia-szócikk ezen változatának fordításán alapul.  Az eredeti cikk szerkesztőit annak laptörténete sorolja fel. Ez a jelzés csupán a megfogalmazás eredetét és a szerzői jogokat jelzi, nem szolgál a cikkben szereplő információk forrásmegjelöléseként.